# Webbers Falls
La ville de Webbers Fall est située dans le comté de Muskogee, dans l’État de l’Oklahoma, aux États-Unis. Sa population s’élevait à 616 habitants lors du recensement de 2010, estimée à 601 habitants en 2015.